# Plagithmysus vicinus
Plagithmysus vicinus är en skalbaggsart. Plagithmysus vicinus ingår i släktet Plagithmysus och familjen långhorningar.

## Underarter
Arten delas in i följande underarter:
- P. v. vicinus
- P. v. frater